# 스탬퍼가의 대결
스탬퍼가의 대결(Sometimes A Great Notion 또는 Never Give A Inch)은 미국에서 제작된 폴 뉴먼 감독의 1971년 드라마 영화이다. 폴 뉴먼 등이 주연으로 출연하였고 존 포먼 등이 제작에 참여하였다.

## 출연

### 주연
- 폴 뉴먼
- 헨리 폰다

### 조연
- 마이클 사라진
- 리 레믹

## 제작진
- 원작자: 켄 케시
- 협력프로듀서: 프랭크 카페이
- 미술: 필립 M. 제프리스
- 의상: 에디스 헤드